# Wissenschaftsjahr 1523
Liste der Wissenschaftsjahre

◄◄ | ◄ | 1519 | 1520 | 1521 | 1522 | Wissenschaftsjahr 1523 | 1524 | 1525 | 1526 | 1527 | ►

Weitere Ereignisse
Dieser Artikel behandelt das Wissenschaftsjahr 1523.

## Ereignisse

### Biowissenschaften

#### Medizin
- Thomas Linacre veröffentlicht in London seine Übersetzung von Galens De naturalibus facultatibus („Über die natürlichen Fähigkeiten“) aus dem Griechischen ins Lateinische. Er leistet damit einen Beitrag zur Verbreitung und zum Verständnis des antiken medizinischen Wissens.[1]

### Geisteswissenschaften

#### Musikwissenschaften
- Pietro Aron veröffentlicht in Venedig sein musiktheoretisches Werk Thoscanello de la musica. Es handelt sich um das erste umfangreiche Werk zur Musiktheorie in italienischer Sprache. Aron behandelt darin als einer der Ersten die mitteltönige Stimmung von Musikinstrumenten.[2]

### Ingenieurwissenschaften

#### Agrarwissenschaften
- Anthony Fitzherbert veröffentlicht The Boke of Surveyinge and Improvements und The Boke of Husbandrie, die ersten in England herausgegebenen Werke über Landwirtschaft und Landvermessung.[3]

#### Wasserbau
- Kaiser Karl V. regt erstmals den Bau eines Wasserkanals als Verbindung zwischen dem Atlantik und Pazifik in Mittelamerika an. In seinem Auftrag wird Hernando de la Serna 1527 nach einem geeigneten Weg für den Bau eines Kanals suchen.[4]

### Naturwissenschaften

#### Biologie

##### Zoologie
- Bereits 1523 gibt es einen an das Schloss Colditz angrenzenden, einen Kilometer langen umfriedeten thirgarten. Er ist in einem Dokument vom 26. August 1523 urkundlich erwähnt. Dieser Tiergarten ist einer der frühesten Anlagen dieser Art in Deutschland.

#### Geowissenschaften

##### Geographie / Entdeckungen
- Die Geocarta Nautica Universale oder Turiner Weltkarte von 1523 wird vermutlich von Giovanni Vespucci, einem Neffen des Entdeckers Americo Vespucci, auf Basis der Padrón Real erstellt. Es handelt sich um die erste bekannte Darstellung, die die geografischen Erkenntnisse der Weltumsegelung von Ferdinand Magellan und Juan Sebastián Elcano von 1519 bis 1522 berücksichtigt.[5]
- Maximilianus Transylvanus verfasst mit De Moluccis Insulis den frühesten veröffentlichten Bericht über Magellans Weltumsegelung. Der Bericht beruht auf Interviews mit den Überlebenden der Victoria. Transylvanus beschreibt die Route der Expedition, die neu entdeckten Gebiete, die Begegnungen mit indigenen Völkern und die Herausforderungen, denen die Besatzung gegenüberstand. Er liefert detaillierte Beschreibungen der Molukken, die für ihre Gewürze bekannt waren, und diskutiert die wirtschaftliche Bedeutung dieser Entdeckungen.[6]

### Strukturwissenschaften

#### Mathematik
- Luca Paciolis Buch Summa de Arithmetica, Geometria, Proportioni et Proportionalità aus dem Jahr 1494 erscheint in 2. Auflage. Das Werk deckt ein breites Spektrum mathematischer Disziplinen ab, darunter Arithmetik, Algebra, Geometrie und Buchhaltung.[7]

Titelseite und Abbildungen aus Summa de Arithmetica, Geometria, Proportioni et Proportionalità
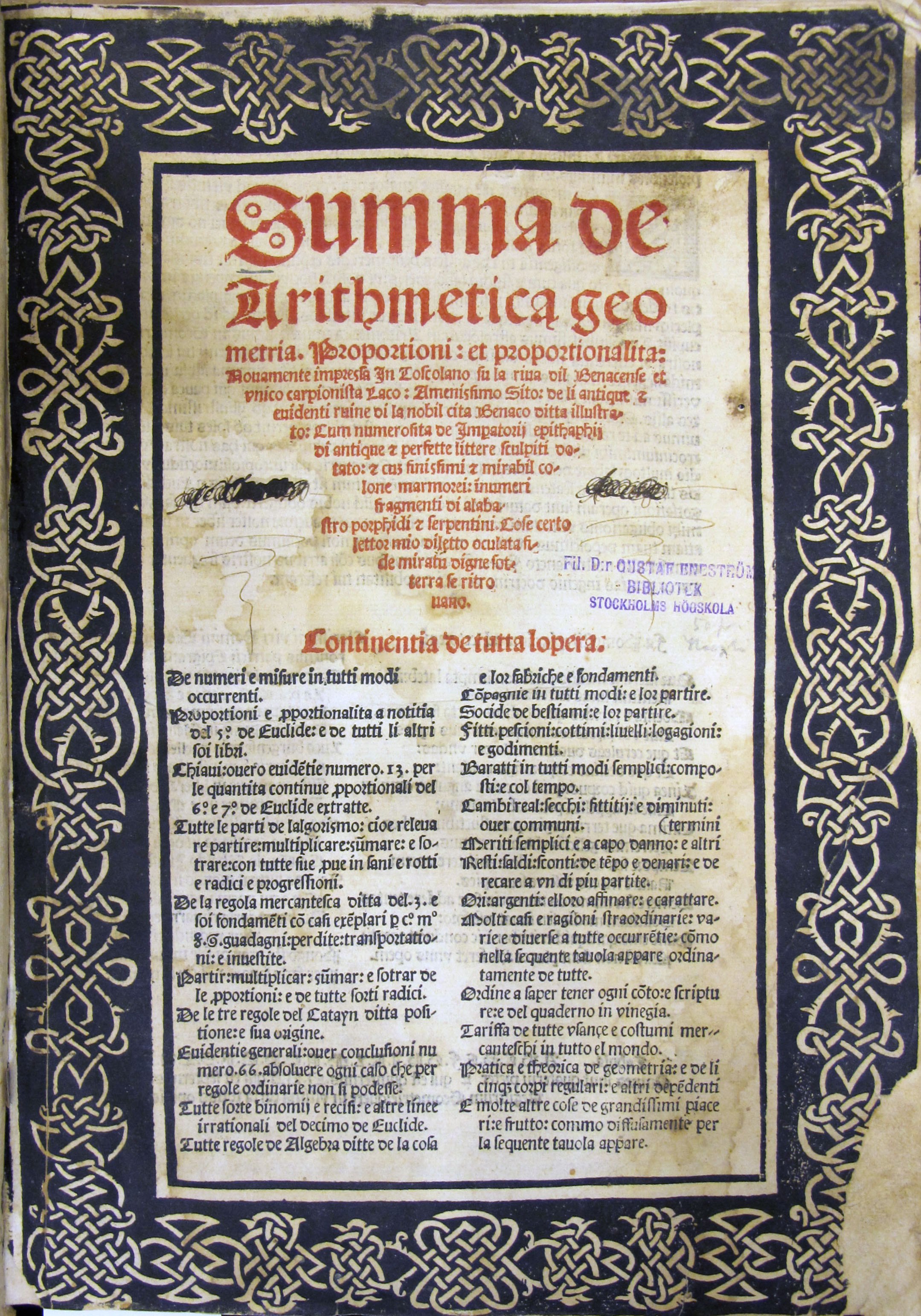
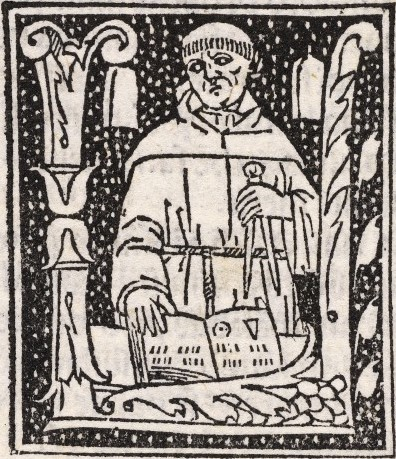
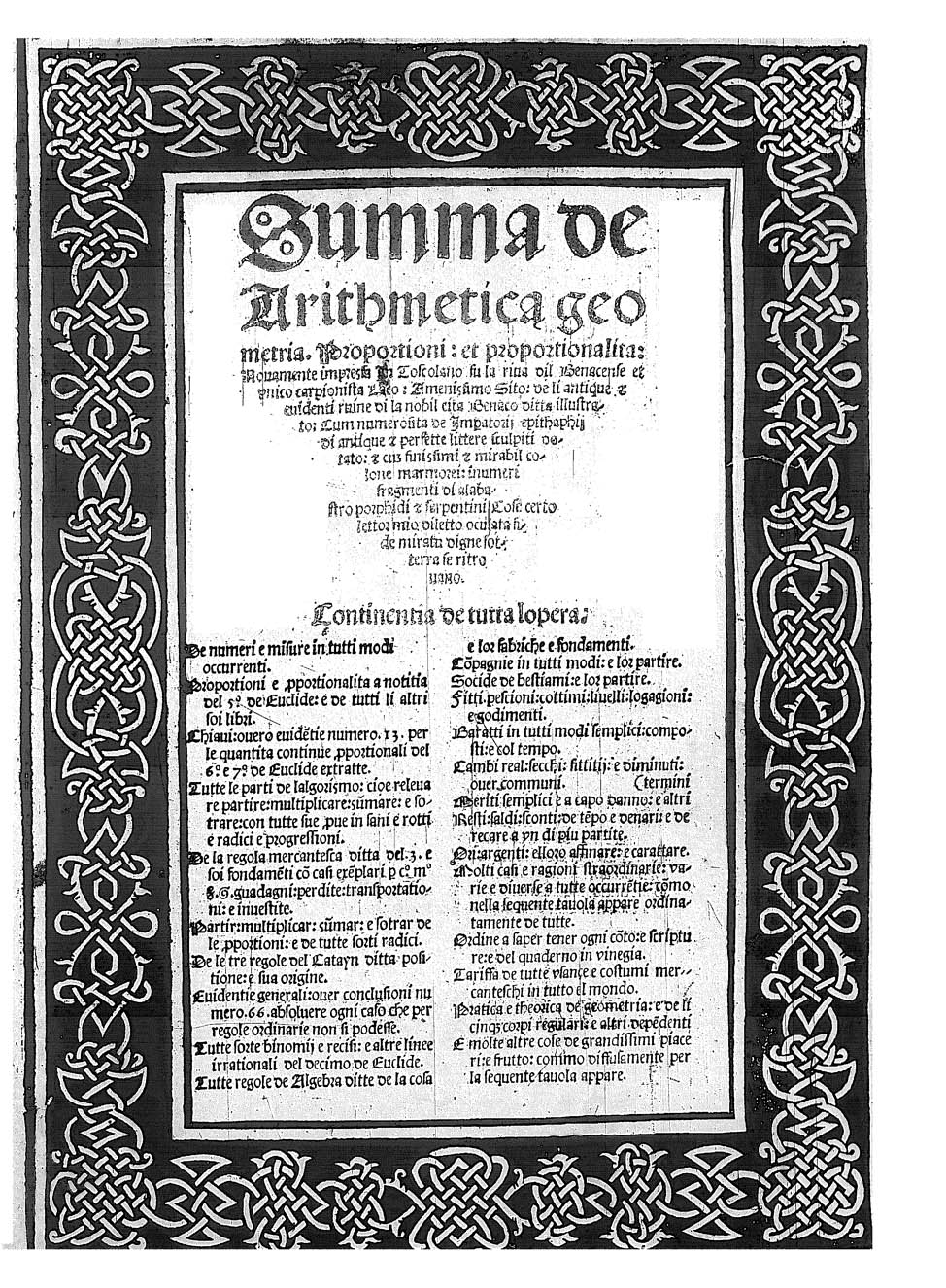
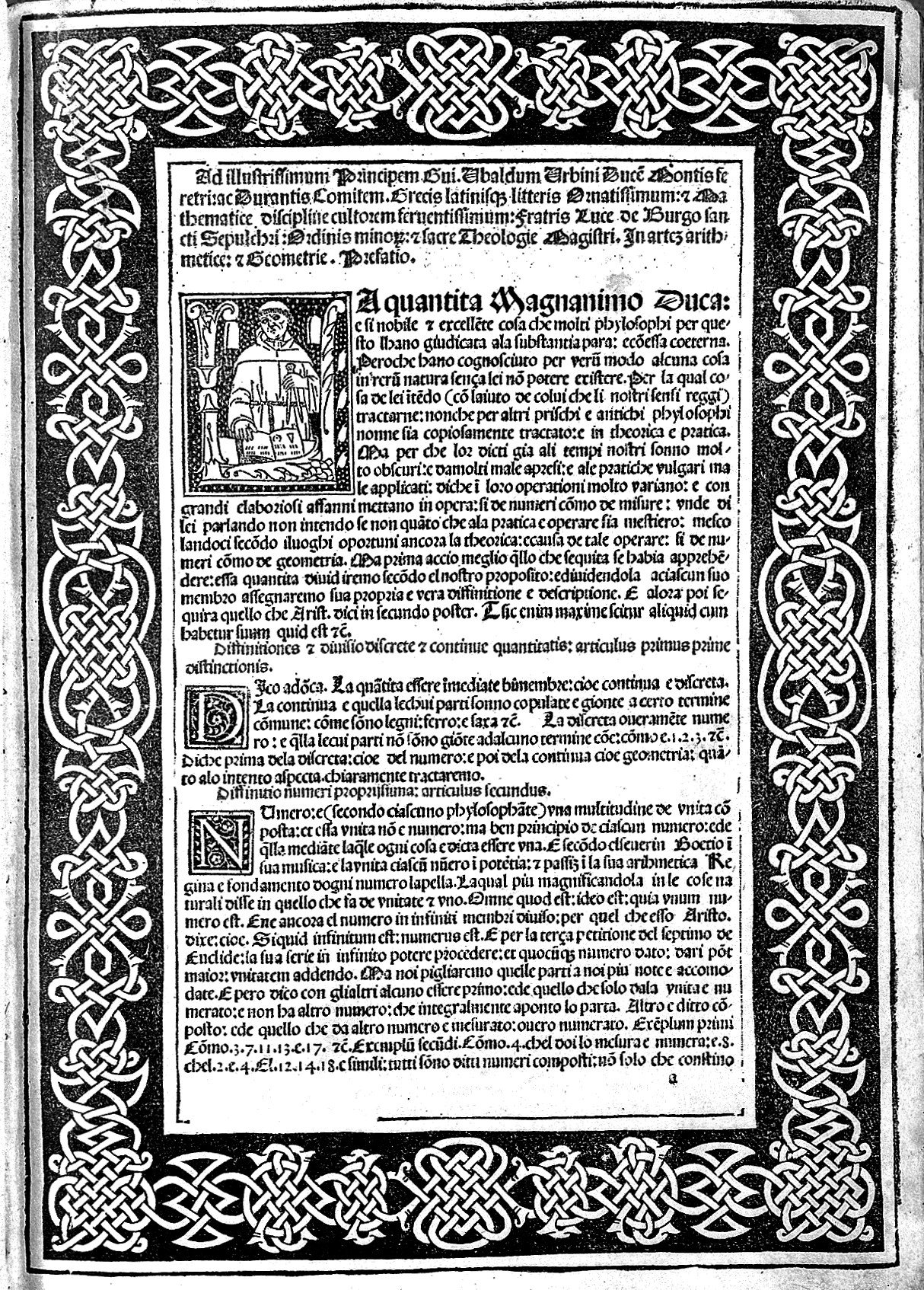

## Geboren

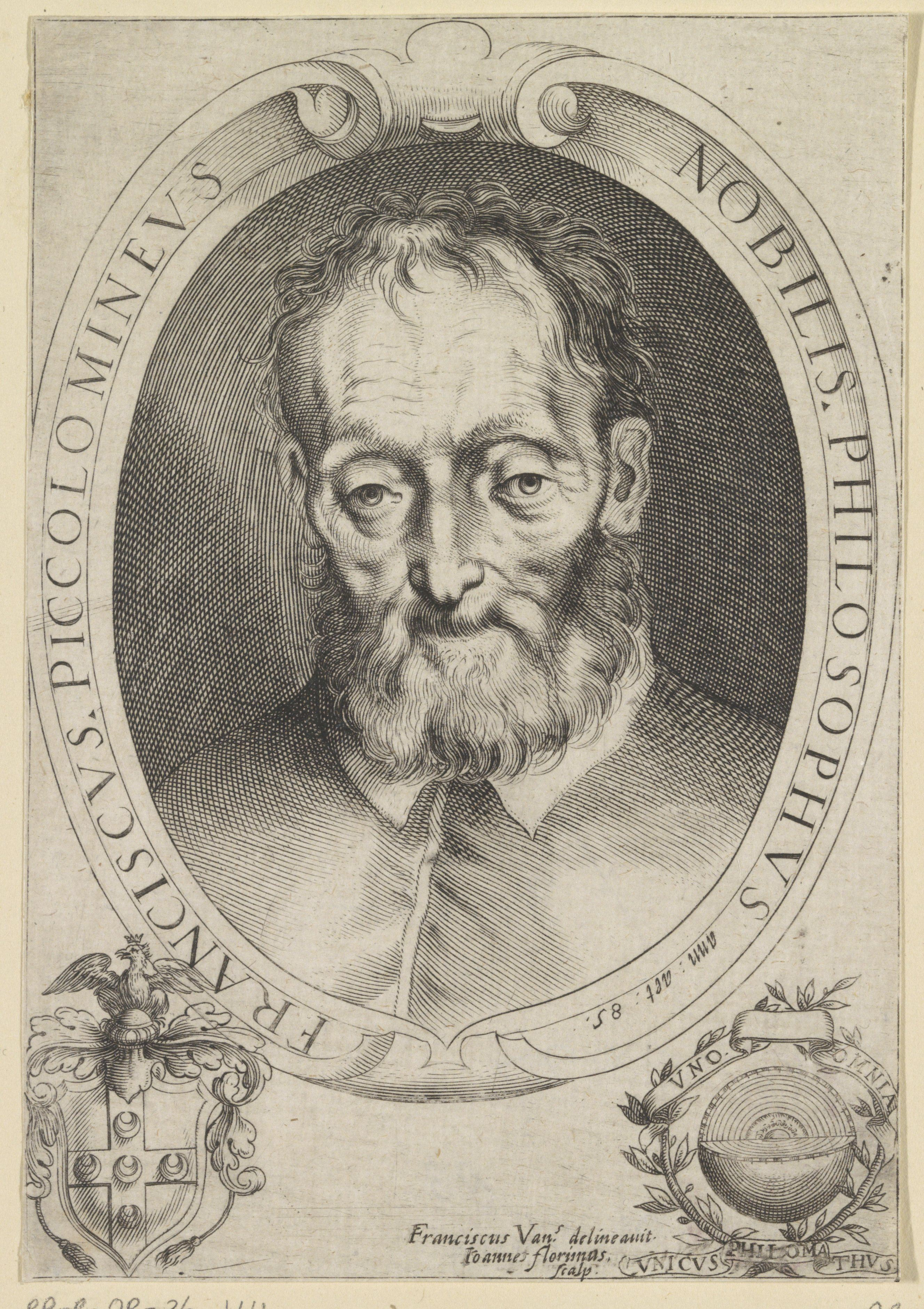
Francesco Piccolomini; * 25. Januar

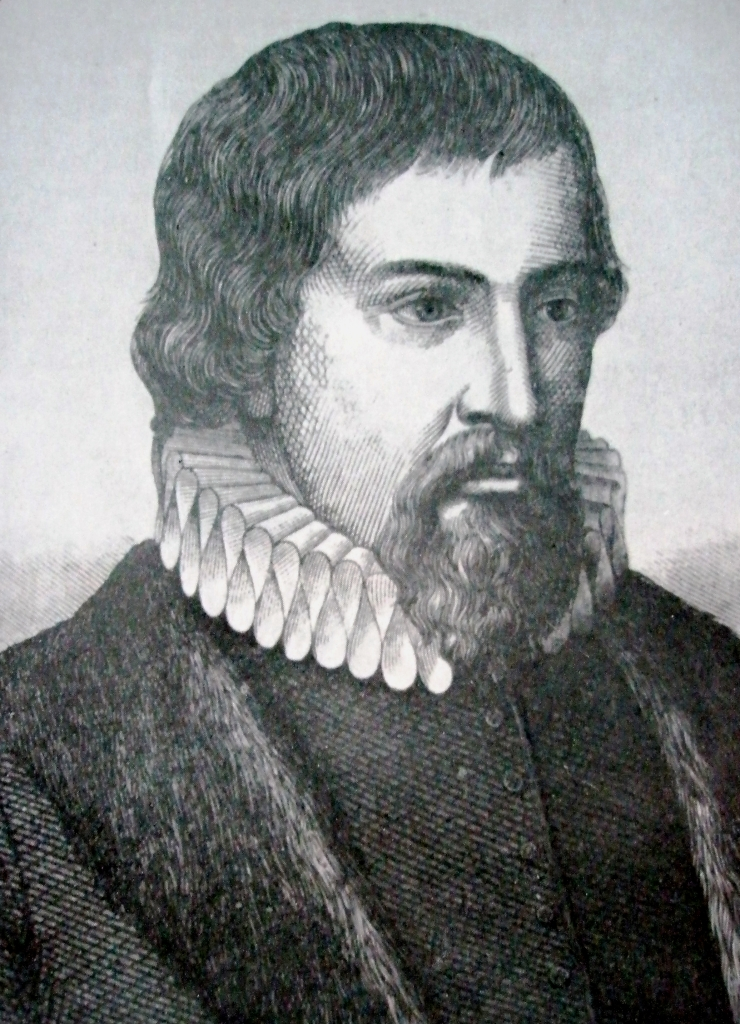
Jan Blahoslav; * 20. Februar

### Geburtsdatum gesichert
- 25. Januar: Francesco Piccolomini, italienischer Philosoph († 1607)
- 20. Februar: Jan Blahoslav, tschechischer Humanist, Grammatiker und Komponist († 1571)
- 14. März: Helena Magenbuch, deutsche Botanikerin und Apothekerin († 1597)
- 21. März: Kaspar Eberhard, deutscher lutherischer Theologe und Pädagoge († 1575)
- 15. April: Blaise de Vigenère, französischer Diplomat und Kryptograf († 1596)
- 19. Mai: Esrom Rüdinger, deutscher Philologe, Pädagoge, Physiker und Geschichtsschreiber († 1591)

### Genaues Geburtsdatum unbekannt
- Gabriele Falloppio, italienischer Anatom und Chirurg († 1562)

## Gestorben

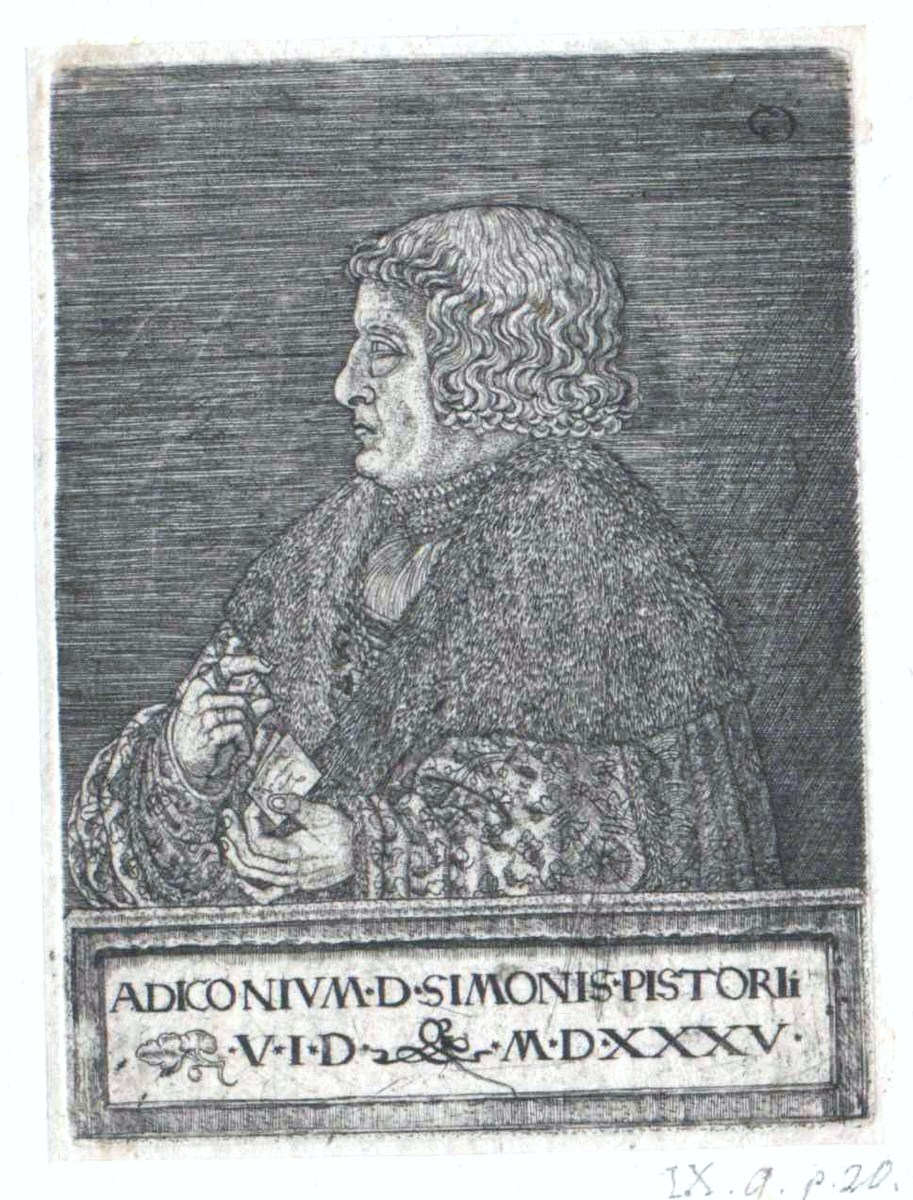
Simon Pistoris der Ältere; † 4. Februar

### Todesdatum gesichert
- 04. Februar: Simon Pistoris der Ältere, deutscher Mediziner (* um 1453)
- 25. März: Gregor Lamparter, deutscher Hochschullehrer und Rektor der Universität Tübingen (* um 1458)
- 09. Juni: Diego de Deza, spanischer Theologe und Inquisitor (* 1443)
- 21. Juli: Johann Dölsch, deutscher Theologe und Reformator (* um 1486)
- 06. August: Johannes Adelphus, deutscher Arzt und Schriftsteller (* um 1480)
- 08. September: Maciej Miechowita, polnischer Historiker, Geograph, Arzt und Wissenschaftsorganisator (* 1457)
- 000September: Simon Heins, deutscher katholischer Theologe (* um 1483)

### Genaues Todesdatum unbekannt
- Ulrich Rülein von Calw, deutscher Humanist, Arzt, Mathematiker und Montanwissenschaftler (* 1465)
- Hermann Serges, deutscher Theologe und Rektor (* 15. Jahrhundert)